# Olympische Winterspiele 1980/Eishockey
Die Olympischen Winterspiele 1980 fanden in Lake Placid im Bundesstaat New York in den USA statt. Das olympische Eishockeyturnier wurde dabei in der Zeit vom 12. bis 24. Februar ausgetragen. Zwölf Mannschaften nahmen an diesem Turnier teil.
Teilnahmeberechtigt waren die acht Mannschaften der A-Gruppe der Eishockey-Weltmeisterschaft 1979 sowie die besten vier Teams der B-Gruppe. Für die DDR (B-Gruppen-Zweiter) und die Schweiz (B-Gruppen-Fünfter), die beide auf eine Teilnahme verzichteten, rückte Japan (B-Gruppen-Sechster) nach. Da es dieses Jahr erstmals keine Eishockey-Weltmeisterschaft gab, wurde für die nicht für Olympia qualifizierten Nationen als Ersatz die Thayer Tutt Trophy eingeführt. Sieger wurde die Schweiz.
Der Austragungsmodus wurde im Vergleich zu den vergangenen Olympiaturnieren geändert. Zunächst spielte man in zwei Vorrundengruppen mit je sechs Mannschaften, anschließend erreichten die Erst- und Zweitplatzierten unter Mitnahme ihrer direkten Vergleiche die Finalrunde, in der die Medaillen ausgespielt wurden. Die beiden Drittplatzierten spielten um den fünften Platz.
Das Eishockeyturnier brachte für viele Beobachter die größte Überraschung seit dem Olympiasieg Großbritanniens im Jahre 1936. Der Gastgeber USA gewann seine zweite olympische Goldmedaille, wobei dieser in der als Miracle on Ice legendär gewordenen Begegnung den Top-Favoriten aus der UdSSR bezwingen konnte. Dagegen erreichten weder die Tschechoslowakei noch Kanada die Finalrunde und belegten die Plätze fünf bzw. sechs. Für Rekord-Olympiasieger Kanada – nach der Nichtteilnahme 1972 und 1976 erstmals seit zwölf Jahren wieder dabei – war es das bisher schlechteste Ergebnis bei allen olympischen Turnieren und Weltmeisterschaften.

## Olympisches Eishockeyturnier der Herren

### Vorrunde

#### Gruppe A
| 12. Februar 1980 | Kanada      | – | Niederlande | 10:1 | (2:1,2:0,6:0) |
|                  | Finnland    | – | Polen       | 4:5  | (0:1,3:4,1:0) |
|                  | UdSSR       | – | Japan       | 16:0 | (8:0,5:0,3:0) |
| 14. Februar 1980 | UdSSR       | – | Niederlande | 17:4 | (8:1,7:1,2:2) |
|                  | Kanada      | – | Polen       | 5:1  | (1:0,2:1,2:0) |
|                  | Finnland    | – | Japan       | 6:3  | (2:0,2:2,2:1) |
| 16. Februar 1980 | Niederlande | – | Japan       | 3:3  | (1:3,1:0,1:0) |
|                  | UdSSR       | – | Polen       | 8:1  | (5:1,1:0,2:0) |
|                  | Kanada      | – | Finnland    | 3:4  | (1:2,0:1,2:1) |
| 18. Februar 1980 | Kanada      | – | Japan       | 6:0  | (2:0,2:0,2:0) |
|                  | Polen       | – | Niederlande | 3:5  | (1:3,1:2,1:0) |
|                  | UdSSR       | – | Finnland    | 4:2  | (0:1,1:0,3:1) |
| 20. Februar 1980 | Polen       | – | Japan       | 5:1  | (3:0,1:0,1:1) |
|                  | Finnland    | – | Niederlande | 10:3 | (2:1,2:1,6:1) |
|                  | UdSSR       | – | Kanada      | 6:4  | (1:1,1:2,4:1) |

##### Abschlusstabelle
| Pl | Mannschaft  | Sp | S | U | N | Tore  | Diff | Pkt. |
| -- | ----------- | -- | - | - | - | ----- | ---- | ---- |
| 1. | Sowjetunion | 5  | 5 | 0 | 0 | 51:11 | +40  | 10:0 |
| 2. | Finnland    | 5  | 3 | 0 | 2 | 26:18 | +08  | 06:4 |
| 3. | Kanada      | 5  | 3 | 0 | 2 | 28:12 | +16  | 06:4 |
| 4. | Polen       | 5  | 2 | 0 | 3 | 15:23 | −08  | 04:6 |
| 5. | Niederlande | 5  | 1 | 1 | 3 | 16:43 | −27  | 03:7 |
| 6. | Japan       | 5  | 0 | 1 | 4 | 07:36 | −29  | 01:9 |

#### Gruppe B
| 12. Februar 1980 | Tschechoslowakei | – | Norwegen         | 11:0 | (0:0,5:0,6:0) |
|                  | BR Deutschland   | – | Rumänien         | 4:6  | (1:1,3:2,0:3) |
|                  | USA              | – | Schweden         | 2:2  | (0:1,1:0,1:1) |
| 14. Februar 1980 | Schweden         | – | Rumänien         | 8:0  | (3:0,4:0,1:0) |
|                  | BR Deutschland   | – | Norwegen         | 10:4 | (5:2,3:1,2:1) |
|                  | USA              | – | Tschechoslowakei | 7:3  | (2:2,2:0,3:1) |
| 16. Februar 1980 | USA              | – | Norwegen         | 5:1  | (0:1,3:0,2:0) |
|                  | Tschechoslowakei | – | Rumänien         | 7:2  | (2:0,3:1,2:1) |
|                  | Schweden         | – | BR Deutschland   | 5:2  | (1:0,4:1,0:1) |
| 18. Februar 1980 | Schweden         | – | Norwegen         | 7:1  | (2:0,4:0,1:1) |
|                  | Tschechoslowakei | – | BR Deutschland   | 11:3 | (2:2,4:0,5:1) |
|                  | USA              | – | Rumänien         | 7:2  | (2:0,2:1,3:1) |
| 20. Februar 1980 | Rumänien         | – | Norwegen         | 3:3  | (1:1,0:1,2:1) |
|                  | Schweden         | – | Tschechoslowakei | 4:2  | (2:0,1:0,1:2) |
|                  | USA              | – | BR Deutschland   | 4:2  | (0:2,2:0,2:0) |

##### Abschlusstabelle
| Pl | Mannschaft       | Sp | S | U | N | Tore  | Diff | Pkt. |
| -- | ---------------- | -- | - | - | - | ----- | ---- | ---- |
| 1. | Schweden         | 5  | 4 | 1 | 0 | 26:07 | +19  | 9:1  |
| 2. | USA              | 5  | 4 | 1 | 0 | 25:10 | +15  | 9:1  |
| 3. | Tschechoslowakei | 5  | 3 | 0 | 2 | 34:16 | +18  | 6:4  |
| 4. | Rumänien         | 5  | 1 | 1 | 3 | 13:29 | −16  | 3:7  |
| 5. | BR Deutschland   | 5  | 1 | 0 | 4 | 21:30 | −09  | 2:8  |
| 6. | Norwegen         | 5  | 0 | 1 | 4 | 09:36 | −27  | 1:9  |

### Spiel um Platz 5
| 22. Februar 1980 | Tschechoslowakei | – | Kanada | 6:1 | (5:0,0:1,1:0) |

### Finalrunde um die Plätze 1–4
| 22. Februar 1980 | Finnland | – | Schweden | 3:3 | (1:0,1:1,1:2) |
|                  | USA      | – | UdSSR    | 4:3 | (2:2,0:1,2:0) |
| 24. Februar 1980 | USA      | – | Finnland | 4:2 | (0:1,1:1,3:0) |
|                  | UdSSR    | – | Schweden | 9:2 | (4:0,5:0,0:2) |

direkte Vergleiche der Vorrunde wurden übernommen

#### Abschlusstabelle der Finalrunde
| Pl | Mannschaft  | Sp | S | U | N | Tore  | Diff | Pkt. |
| -- | ----------- | -- | - | - | - | ----- | ---- | ---- |
| 1. | USA         | 3  | 2 | 1 | 0 | 10:07 | +3   | 5:1  |
| 2. | Sowjetunion | 3  | 2 | 0 | 1 | 16:08 | +9   | 4:2  |
| 3. | Schweden    | 3  | 0 | 2 | 1 | 07:14 | −7   | 2:4  |
| 4. | Finnland    | 3  | 0 | 1 | 2 | 07:11 | −4   | 1:5  |

## Abschlussplatzierung und Kader der Mannschaften
| Platzierung    | Mannschaft       | Spieler |
| -------------- | ---------------- | --- |
| Goldmedaille   | USA              | Bill Baker, Neal Broten, David Christian, Steven Christoff, Jim Craig, Mike Eruzione, John Harrington, Mark Johnson, Robert McClanahan, Ken Morrow, Jack O’Callahan, Mark Pavelich, Mike Ramsey, Buzz Schneider, Dave Silk, Bob Suter, Eric Strobel, Phil Verchota, Mark Wells, Steve Janaszak                                                                                 |
| Silbermedaille | UdSSR            | Helmuts Balderis, Sinetula Biljaletdinow, Waleri Charlamow, Wjatscheslaw Fetissow, Alexander Golikow, Wladimir Golikow, Alexei Kassatonow, Wladimir Krutow, Juri Lebedew, Sergei Makarow, Alexander Malzew, Boris Michailow, Wladimir Myschkin, Wassili Perwuchin, Wladimir Petrow, Alexander Skworzow, Sergei Starikow, Waleri Wassiljew, Wiktor Schluktow, Wladislaw Tretjak |
| Bronzemedaille | Schweden         | Mats Åhlberg, Sture Andersson, Bo Berglund, Jan Eriksson, Håkan Eriksson, Thomas Eriksson, Leif Holmgren, Tomas Jonsson, Per-Eric Lindbergh, Bengt Lundholm, Per Lundqvist, William Löfqvist, Lars Molin, Mats Näslund, Lennart Norberg, Tommy Samuelsson, Dan Söderström, Mats Waltin, Ulf Weinstock                                                                          |
| 4              | Finnland         | Antero Kivelä, Jorma Valtonen, Seppo Suoraniemi, Olli Saarinen, Hannu Haapalainen, Tapio Levo, Kari Eloranta, Lasse Litma, Esa Peltonen, Ismo Villa, Mikko Leinonen, Markku Kiimalainen, Jari Kurri, Jukka Koskilahti, Hannu Koskinen, Reijo Leppänen, Markku Hakulinen, Jukka Porvari, Jarmo Mäkitalo, Timo Susi                                                              |
| 5              | Tschechoslowakei | Jiří Králík, Karel Lang, Jan Neliba, Vítězslav Ďuriš, Milan Chalupa, Arnold Kadlec, Miroslav Dvořák, František Kaberle, Jiří Bubla, Milan Nový, Jiří Novák, Miroslav Fryčer, Marián Šťastný, Anton Šťastný, Vincent Lukáč, Karel Holý, Jaroslav Pouzar, Bohuslav Ebermann, Vladimír Martinec, Peter Šťastný                                                                    |
| 6              | Kanada           | Bob Dupuis, Paul Pageau, Warren Anderson, Brad Pirie, Randy Gregg, Tim Watters, Joe Grant, Don Spring, Terry O’Malley, Ron Davidson, Glenn Anderson, Kevin Maxwell, Jim Nill, John Devaney, Paul MacLean, Dan D’Alvise, Ken Berry, Dave Hindmarch, Kevin Primeau, Stelio Zupancich                                                                                             |
| 7              | Polen            | Henryk Wojtynek, Paweł Łukaszka, Andrzej Ujwary, Henryk Janiszewski, Henryk Gruth, Andrzej Jańczy, Jerzy Potz, Ludwik Synowiec, Marek Marcińczak, Stefan Chowaniec, Wiesław Jobczyk, Tadeusz Obłój, Dariusz Sikora, Leszek Kokoszka, Andrzej Zabawa, Henryk Pytel, Stanisław Klocek, Leszek Jachna, Bogdan Dziubiński, Andrzej Małysiak                                        |
| 8              | Rumänien         | Valerian Netedu, Gheorghe Huţan, Mihail Lucian Popescu, Ion Berdilă, Şandor Gal, Elöd Antal, István Antal, Doru Moroşan, George Justinian, Doru Tureanu, Dumitru Axinte, Marian Costea, Constantin Nistor, Alexandru Hălăucă, László Sólyom, Béla Nagy, Traian Cazan, Adrian Olenici, Marian Pisaru, Zoltan Nagy                                                               |
| 9              | Niederlande      | Ted Lenssen, John de Bruyn, Patrick Kolijn, George Peternousek, Al Pluymers, Rick van Gog, Henk Hille, Frank van Soldt, Harrie van Heumen, Larry van Wieren, Ron Berteling, Dick Decloe, Jack de Heer, Jan Janssen, Klaas van den Broek, Leo Koopmans, Brian de Bruijn, Chuck Huizinga, Corky de Graauw, Willem Klooster                                                       |
| 10             | BR Deutschland   | Bernhard Englbrecht, Sigmund Suttner, Udo Kießling, Harald Krüll, Klaus Auhuber, Horst-Peter Kretschmer, Joachim Reil, Peter Scharf, Rainer Philipp, Franz Reindl, Marcus Kuhl, Martin Hinterstocker, Uli Egen, Gerd Truntschka, Hans Zach, Hermann Hinterstocker, Ernst Höfner, Vladimír Vacátko, Martin Wild, Holger Meitinger                                               |
| 11             | Norwegen         | Jim Marthinsen, Thore Wålberg, Nils Nilsen, Thor Martinsen, Trond Abrahamsen, Rune Molberg, Øivind Løsåmoen, Erik Pedersen, Øystein Jarlsbo, Håkon Lundenes, Geir Myhre, Morten Johansen, Morten Sethereng, Knut Andresen, Tore Falch Nilsen, Tom Røymark, Vidar Johansen, Petter Thoresen, Knut Fjeldsgaard, Stephen Foyn                                                     |
| 12             | Japan            | Minoru Misawa, Takeshi Iwamoto, Hiroshi Hori, Iwao Nakayama, Norio Ito, Hitoshi Nakamura, Tadamitsu Fujii, Koji Wakasa, Yoshiaki Kyoya, Katsutoshi Kawamura, Takeshi Azuma, Satoru Misawa, Mikio Matsuda, Sadaki Honma, Hideo Sakurai, Tsutomu Hanzawa, Hideo Urabe, Osamu Wakabayashi, Mikio Hosoi, Yoshio Hoshino                                                            |

## Trivia
Der Schläger des Siegtorschützen im Spiel der USA gegen die Sowjetunion, Kapitän Mike Eruzione, wurde mehrfach und zuletzt für 236.000 € verkauft.